# سشالك فان دير ميرفي
سشالك فان دير ميرفي (بالإنجليزية: Schalk van der Merwe)‏ مواليد 16 أبريل 1961 في كيب الغربية، الكاب - الوفاة 24 يناير 2016 في جزيرة أيرلندا، كان لاعب كرة مضرب جنوب أفريقي وكان يلعب باليد اليمنى. أعلى تصنيف له في الفردي كان المركز الـ 157 في سنة 1983. أعلى تصنيف له في الزوجي كان المركز الـ 81 في سنة 1983.

## النهائيات

### الزوجي: (1)
| الرقم | السنة | الدورة                  | الأرضية | الشريك     | المنافس في النهائي    | النتيجة في النهائي |
| ----- | ----- | ----------------------- | ------- | ---------- | --------------------- | ------------------ |
| 1.    | 1982  | جوهانسبرغ، جنوب أفريقيا | صلبة    | فريدي سوير | تيان فيلجون داني فيسر | 6–2, 6–1           |

## روابط خارجية
- سشالك فان دير ميرفي على موقع رابطة محترفي التنس (الإنجليزية)
- سشالك فان دير ميرفي على موقع الاتحاد الدولي لكرة المضرب (الإنجليزية)
- سشالك فان دير ميرفي على موقع خلاصة التنس.كوم (الإنجليزية)